# Estación de Champigny
La estación de Champigny - Saint-Maur es una estación ferroviaria francesa del municipio de Saint-Maur-des-Fossés (departamento de Valle del Marne).

## La estación
La estación RER actual fue abierta en 1969 y debe su nombre a la proximidad del boulevard de Champigny (carretera D30) y por el acceso a la ciudad de Champigny-sur-Marne. 
Por ella pasan los trenes de la línea A del RER que recorren la rama A2 de Boissy-Saint-Léger.

## Intermodalidad
Por la estación pasan las líneas 111, 116, 117, 208a, 208b, 208s y 306 de la cobertura de autobús RATP así como por la línea 7 de la cobertura de autobús SITUS.

## Frecuentación de la estación
En 2017, según las estimaciones de la RATP, 3 467 855 viajeros usaron en esta estación.